# جورج ساند

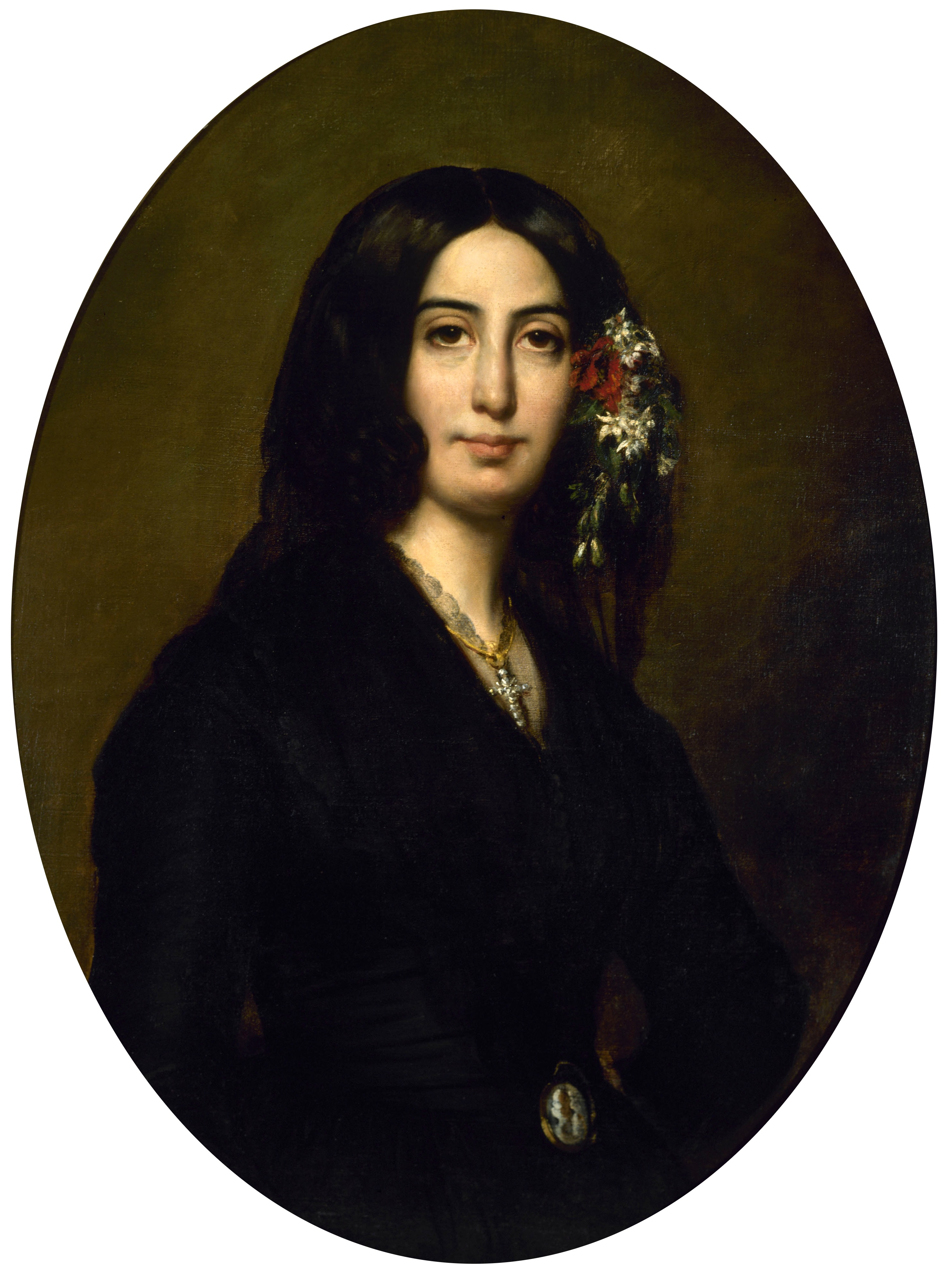
رسم لجورج ساند عام 1835

جورج ساند (بالفرنسية: George Sand) هي روائية فرنسية وكاتبة مسرحيات وناقدة أدبية وصحفية. اسمها الحقيقي لأمانتين أورور لوسيل دوبين (بالفرنسية: Amantine Aurore Lucile Dupin). ولدت في باريس في أول أيام يوليو عام 1804 وتوفيت في الثامن من يونيو عام 1876.
تنتمي إلى أسرة أرستقراطية.
لم توفق في الزواج فطلبت الطلاق بعد أن أنجبت طفلين أخذتهما معها إلى باريس، حيث أقامت. بدأت تكتب قصصها التي اعتمدت على ما تكسبه منها في تربية ولديها. وأول قصتين لها: «السيدة الأولى» 1831، و«وردي وأبيض»، كتبتهما بالاشتراك مع جول ساندو.
كتبت وحدها: «المستنقع المسحور» 1846، و«قارعو الناقوس» 1853، وهما من أروع ما كتبت. ومن قصصها المعروفة أيضاً: «إنديانا» 1832، و«أحاديث جدتي» 1881، وتمتاز هذه القصص بالحي الرومانسي العنيف، والمثالية الخلقية. كتبت أيضاً بعض السير، مثل: «قصة حياتي» 1854، و«هي وهو» 1858، وشتاء في ماجوركا 1841. وفي هذه المؤلفات تصف علاقتها وحبها لكثير من أدباء عمرها، مثل موسيه وساندو وشوبان. كانت رواياتها الأولى رومانسية، واهتمت في الأخيرة بالإصلاح الاجتماعي.

## مسيرة حياتها
أمضت حياة حافلة بالنشاط الفكري والدعوة للحركات النسائية بوجه خاص، وقد أثارت دهشة معاصريها عندما ارتدت أزياء رجالية ودخنت السيجار وقد تعرفت علي كبار الكتاب في عصرها وبوجه خاص ألفريد دي موسيه وجوستاف فلوبير وأقامت علاقة وثيقة مع الموسيقي شوبان، وأصدرت عددًا كبيرًا من الروايات والمسرحيات والتراجم، وجورج صاند هو اسم قلم، إذ أن أول رواية لها كتبتها كانت مع كاتب يدعي جورج صاند ومنه استعارت اسمه جورج صائد.
أما جوستاف فلوبير فهو من أعلام الأدب الفرنسي وقد منحته رواية «مدام بوفاري» شهرة عريضة، وعرف عنه الدقة في استخدام الكلمات والعناية الفائقة بالأسلوب.
ومن النادر أن يختلف كاتبان في المزاج والمذهب والأسلوب، كما كانت تختلف جورج صاند عن جوستاف فلوبير.
كانت جورج صاند ابنة الثورة الفرنسية، فقد ولدت سنة 1804م وتمثل فيها كل ما في الثورة من تحرر وانطلاق وتفاؤل واستبشار، وتطلع نحو المستقبل وكان أسلوبها سهلاً لا تكلف فيه تكتب بيسر كما لو كانت تغرف من بحر.
ومن ناحية أخرى كان جوستاف فلوبير الذي ولد عام 1830 م ابنًا للإمبراطورية الثانية، إمبراطورية الفشل والهزيمة وكان يعكس هذه المشاعر، مشاعر اليأس والقنوط وعدم الثقة في الطبيعة البشرية والكفر بالشعارات العامة وبوجه خاص الديماغوجية والشعبية، وكان في كتابته، كما هو في فكره السياسي، أرستقراطيًا لا يعني بالكم وإنما يعني بالكيف، يتخير ويحكم الأسلوب ويعاني في هذا كأنما ينحت من صخر، وقد يقضي أسبوعًا في صياغة فقرة واحدة، ولكنه في النهاية يخرج درة فريدة مثل «مدام بوفاري».
ومع هذا التفارق والتباين، فقد جمعتهما أواصر صداقة وثيقة ظلت اثني عشر عامًا بما فيها فترة الكوميون القلقة وهزيمة 1870 م التي تشبه إلى حد ما هزيمة مصر سنة 1967 م، ولم تقطعها إلا وفاة جورج صائد، ولعل العامل الوحيد المشترك بينهما وقتئذ كان أن كل واحد منهما كان قد اطرح فترة القلق والكفاح وآوي إلي ملاذه الخاص، هي في «نوهان» وهو في «كروسيه» هي في السابعة والخمسين وهو في الثالثة والأربعين. وقد أصدر كل منهما عيون إنتاجه ودرر كتاباته واعترف به كاتبا عبقريًا فذًا.
كان كل واحد منهما يقدر الآخر وإن لم يسلم بوجهة نظره. كان لدي جورج صاند السن والسبق وهذا المعين الذي لا ينضب من العاطفة المشبوبة والمشاعر، وكان لدي جوستاف فلوبير الامتياز، وفحولة الرجولة والثقة في مبادئه التي برهنت عليها الأحداث. وكان يكتب إليها «أستاذتي العزيزة»، وكانت تكتب إليه «شاعري العزيز» دون أن يتراجع كل واحد منهما عما آمن به وما كان يثبته بالعقل والواقع من ناحية أو بالمزاج والنفسية من ناحية أخرى.
لا يعرض هذا المقال إلا المراسلات التي تتعلق بما يمكن أن يُسمى المسألة الشعبية والتي أبرزتها بوجه خاص هزيمة فرنسا في الحرب السبعينية في عام 1870 أمام الألمان وسقوط الجمهورية وظهور الكوميون ثم سقوطه بدوره وما عاصر ذلك وما تلاه من تقلبات وأحداث دفعت إلي صدارة الفكر بالقضية السياسية ودور الجماهير وما هو حسن أو سيئ فيها، وما إلي هذا كله.
في هذه الفترة كتب فلوبير إلى صاند يقول: "لست أظن أن في فرنسا بأسرها رجلاً أشد حزنًا مني (وإن ذلك يتوقف علي حساسية الناس)، إنني أموت من المهانة تلك هي الحقيقة، وكل التعازي تثيرني وما يجعلني أكتئب هو وحشية الناس، والاقتناع بأننا ندخل مرحلة سخيفة ستكون فيها الشعوب معسكرات جماعية حربية إن الحرب البروسية قد أنهت الثورة الفرنسية ودمرتها.
قد تفترضين أننا قد ننتصر ولكن هذا الافتراض يناقض تمامًا كل الشواهد التاريخية، فأين رأيت الجنوب يقهر الشمال؟ والكاثوليك يحكمون البروتستانت؟ إن الجنس اللاتيني يحتضر وفرنسا ستذهب لتتبع أسبانيا وإيطاليا.
لو كنت أستطيع الفرار إلي بلد لا يرى فيها الإنسان بدلة عسكرية ولا يسمع دوي الطبول ولا يتحدث عن المجازر ولا يجبر علي أن يكون مواطنًا، ولكن الأرض بأسرها تضيق الآن بالحكماء.
وفي اليوم الحادي عشر من أكتوبر من عام 1870م كتب «البروسيون» الآن علي بعد اثنتي عشرة ساعة من روان، وليس لدينا قيادة، ولا أوامر، ولا نظام، لا شيء، وهم يعلقون الآمال الجسام علي جيش اللوار وأين هو، هل تعلمين أي شيء عنه؟ وماذا يفعلون في وسط فرنسا؟ إن باريس ستنتهي بالمجاعة، وما من أحد يتحدث عن نجدتها.
وفي خطاب آخر يقول: "أما عن الكوميون الذي بدأ يتداعى.. فإنه آخر أعراض القرون الوسطي، فلنأمل أن يكون خاتمتها.
إنني أمقت الديمقراطية (علي الأقل النوع المفهوم في فرنسا)، أي رفع الرحمة للتحكم في العدل، وسلب الحقوق، وباختصار التفسخ الاجتماعي.
لقد برأ الكوميون القتلة تماما كما سامح المسيح اللصوص، وسلبوا قصور الأغنياء لأنهم تعلموا لعن لازاروس الذي لم يكن غنيا شريراً، ولكنه ببساطة ــ غنيًا ــ وتلك الصيغة «الجمهورية فوق النقد» تماثل «البابا المعصوم» دائما الصيغ، ودائمًا الآلهة.
إن الشيء الوحيد المعقول (وأنا دائما أعود إليه) إنما هو حكومة يتولاها الحكماء. إن الشعب سيظل دائمًا قاصرًا وسيكون مكانه الصف الأخير إذ هو العدد والكتل، واللامحدود، وليس المهم أن يتعلم كثير من الفلاحين القراءة، والاستماع إلي «الخوري»، ولكن المهم حقًا أن يوجد رجال أمثال «رينان» وأن يستمع إليهم، إن خلاصنا الآن إنما هو في أرستقراطية مشروعة وأعني بذلك نخبة مكونة من أكثر من أعداد.
وردت جورج صاند في ديسمبر 1871م: «لم أكتب إليك لأني حزينة حتى الأعماق، ومصابة بالداء الذي أصاب بلادي وشعبي، ولا أستطيع أن أعزل نفسي حيث التبصر والطمأنينة وأحس كأن القيود الثقيلة تتوتر كما لو كانت تتحطم، وأننا جميعا سنسير، وإن لم أعلم إلي أين فإذا كان لديك مزيد من الشجاعة عما لدى فأعطني منها».
ولكن فلوبير لم يعطها مزيدا من الشجاعة، ولكنه أجاب «لماذا أنت حزينة؟» إن الإنسانية لا تقدم جديدا وشقاؤها العضال ملأني بالحزن منذ الشباب، وإلي جانب هذا فإني لا أتعلق بالأوهام وأؤمن بأن القطيع الشعبي سيظل دائما بغيضًا إلي، إن الشيء الوحيد الهام هو النخبة القليلة من العقول التي تسلم الشعلة من يد إلي أخرى.
وما دمنا لا ننحني أمام النخبة الحكيمة وما دامت أكاديمية العلوم لا تحل محل البابا فلن تكون السياسة في مجموعها، والمجتمع حتى أعمق جذوره إلا عديدًا من الدجالين والمخدوعين إننا نتخبط في أعقاب ميلاد الجمهورية التي كانت إجهاضًا وفشلاً (مهما يقولون) والسبب أنها استلهمت المسيحية والقرون الوسطى، إن فكرة المساواة (التي هي جماع الديمقراطية الحديثــة)، إنما هي أساسا فكرة مسيحية تضــاد فكرة العدالة والحظي كيف تتحكم فينا الرحمــة، الحساسية هي كل شيء، والعدالة لا شيء.
إنني مقتنع أننا سنبدو حمقي أمام الأجيال.. إن كلمات «جمهورية» و«مملكة» ستجعلهم يضحكون منا، وإنني لأتحدى أن يوضح لي واحد تفرقة حيوية بين هاتين الكلمتين، إن جمهورية حديثة ومملكة دستورية يتماثلان، ومع هذا فإنهم يتشاجرون ويتصايحون ويتحاربون وأما بالنسبة للشعب الطيب فإن التعليم الإلزامي المجاني سيتكفل بهم، وإذا استطاع كل واحد أن يقرأ«البتي جورنال والفيجارو» فلن يرغب في قراءة شيء آخر لأن البورجوازيين والأغنياء لا يقرأون غيرها، إن الصحافة لهي مدرسة للإفساد لأنها تعفي من التفكير.
إن العلاج الأول هو إنهاء التصويت العام الذي هو عار العقل الإنساني إذ هو يقضي بسيادة عنصر واحد على بقية العناصر، والأعداد تسيطر على الفكر والتعليم والجنس حتى النقود، وهذه كلها أعظم من الأعداد.
لو أنك أيتها الأستاذة العزيزة الطيبة تستطيعين أن تكرهي إنه ـ الكره ـ هو ما ينقصك ورغم عينيك الكبيرتين كأبي الهول فإنك ترين العالم خلال لون وردي لأن في قلبك شمسًا، ولكن ظلالا كثيرة تقوم الآن وتحول بينك وبين الرؤية فتعالى واصرخي بأعلى صوتك «الرعد» خذي قيثارتك الرائعة وألمسي أوتارها الرنانة تهرب الوحوش..
ولكن جورج صاند ردت في 14 سبتمبر بخطاب تاريخي طويل ظهر بعد ذلك (في 3 أكتوبر) في التامب تحت عنوان (رد على صديق) جاء فيه.
وإذن فأنت تريد أن لا أحب، تريد أن أقول إنني كنت مخطئة طوال حياتي وأن البشرية مقيتة مكروهة.. وأنها كانت ـ وستظل ـ دائما كذلك، وأنت تعد آلامي ضعفا واستخذاء وتؤكد أن الشعوب متوحشة وأن رجال الدين منافقون وأن البورجوازيين جبناء، وأن الجنود لصوص وتريد أن أعزل نفسي من مواطني من الأسرة العامة العظيمة التي لا تكون أسرتي الخاصة منها إلا كسنبلة قمح في حقل عظيم، إنه لمستحيل، ففي أي جنة من جنات عدن، في أي «الدرادو» سحري تستطيع أن تخفي أسرتك وأصدقاءك المقربين وسعادتك الدائبة؟ حتى لا تدركها الكوارث التي لاتدهم البلاد، فإذا كنت تريد أن تكو سعيدا فيجب أن يكون الآخرون سعداء أيضاً.
كلا.. كلا.. إن الناس لا ينعزل بعضها عن بعض، إن روابط الدم لا تنفصم وليست البشرية كلمة جوفاء وإنما تقوم حياتنا علي الحب فإذا تجردت منه ماتت.
إنك تهمل «الشعب» ولكن الشعب هو أنا وأنت ومن العبث أن تذكر ذلك فليس هناك جنسان، وخصائص الطبقــات توجد فوارق نسبية، وفي معظم الأحوال وهمية، ولست أعلم إن كان أسلافك من أعلا طبقات البورجوازية فإنني من ناحية أمي أنتمي إلي أعماق الشعب وأحس به حيًا في كياني ونحن جميعاً منه حتى وإن انطمست الأصول، فقد كان الرجال الأولون صيادين ورعاة، ثم فلاحين وجنودًا وأوجدت القرصنة الناجحة أولي فوارق الطبقات، وأنت تقول إن الشعب عنيف، وأنا أقول أن النبالة متوحشة.
ليس الشعب عنيفًا، بل ولا غبيُا، إن مشكلته هي الجهالة ولم يكن شعب باريس هو الذي ذبح المسجونين وحطم التماثيل وحاول حرق المدينة فقد عرف الآن أن قلة حركها الحقد والحسد، والفشل والوطنية الخاطئة والتعصب هي التي أدارت هذا الإرهاب، وأما الأغلبية فبريئة منه، فلماذا تفترض أن هذه البروليتاريا التي أغلقت عليها أبواب باريس المحصورة والتي لم تكن أكثر من ثمانين ألف جندي من جنود اليأس والجوع تمثل شعب فرنسا.
أريد أن أمضي معك إلي النهاية فترى على ما تقوم الفوارق التي تميز بين الطبقات، أهي علي مزيد من التعليم في ناحية وعوز منه في ناحية أخرى ؟ إن الحدود هنا مبهمة فإذا كنت تري في أعلا البورجوازية المثقفين والمهذبين وفي أسفل البروليتاويا السـفلة والهمل، فإن أوساط الطبقتين ليست كذلك، ففي أوساط البروليتاريا قد تجد المهذبين والأذكياء، وفي أوساط البورجوازية قد تجد الجهلة والأغبياء والعدد الأعظم من مثقفي اليوم لهم آباء جهلة قلما يستطيعون كتابة أسماءهم.
فهل تكون الثروة هي التي تقسم الناس قسمين مميزين عندئذ تكون المسألة أين يبدأ الشعب ؟ وأين ينتهي ؟ ففي كل يوم تحدث مناوبات فالخراب يسقط البعض والثروات ترفع البعض الآخر والأدوار تتناوب فالذي كان برجوازيا هذا الصباح يعود عاملاً في المساء وعامل اليوم قد يتحول إلي برجوازي، إذا عثر علي كيس نقود أو ورث عماً له، إن هذه المقاييس قد صارت عاطلة وأن أي نظام للتصنيف إلي طبقات سيصبح غير علمي، وأن الرجال إنما يرتفعون أو ينخفضون لزيادة أو نقص في القوي الأخلاقية والمعنوية والفعلية، أن التعليم الإجباري الذي نريده جميعا لاحترامنا حقوق البشرية ليس هو العلاج الشافي من كل داء فالطبيعة الشريرة قد تجد فيه وسائل لكي تفاقم من شرها ولكن شأن التعليم في ذلك شأن أي شيء يحسن أو يساء استخدامه، ويوجد منه السم والترياق وأنه لو أردنا علاجًا لا يتطرق إليه وهن لوجب علينا أن نبحث يوما بعد يوم عن كل الوسائل التي نصلح بها العادات ونقرب بها المصالح.
إن فرنسا تحتضر، هذا صحيح، وقد تطرق إلينا جميعا الجهل والمرض والفساد والفشل، فإذا قلت أن هذا «مكتوب» فسيكون إعادة للخرافة الديماجوجية، وقد تقول «يستوي عندي» ولكن لو أضفت «ذلك لا يهمني» لكنت مخطئًا، فإنه الطوفان يغرقنا جميعا، وعبثا سنحاول أن تنسحب، فسيغرق ملاذك بدوره.
إن قلبي وعقلي يكافحان أكثر من ذي قبل، التفرقات النزقة والتمييز الممنوح كحق مسلم به للبعض مستحق علي البعض الآخر، وأحس أكثر من أي وقت آخر الميل لرفع ما هو ساقط وإقامة ما هو مائل. وسيظل قلبي حتى يقف مفتوحا للرحمة، مؤيدًا للضعيف فإذا كان الشعب اليوم هو الذي يداس بالأقدام، فسأضع يدي في يده وإذا كان هو المعتدي الظالم فسأعلن له أن هذه نذالة وجبن.

## من أعمالها المشهورة
- إنديانا (1832).
- كونسويلو (Consuelo) (1842).
- بِرْكة الشيطان (La Mare au diable) (1846).
- فاديت الصغيرة (La petite Fadette) (1849).
- قصة حياتي (Histoire de ma vie) (1854).

## وصلة خارجية
- جورج ساند على موقع IMDb (الإنجليزية)
- جورج ساند على موقع الموسوعة البريطانية (الإنجليزية)
- جورج ساند على موقع ميوزك برينز (الإنجليزية)
- جورج ساند على موقع إن إن دي بي (الإنجليزية)
- جورج ساند على موقع ديسكوغز (الإنجليزية)
- جورج ساند على موقع قاعدة بيانات الفيلم (الإنجليزية)

جورج ساند.. فجر باريس المدجج بالرومانسية والاقتحام